# セルマソングス〜ミュージック・フロム・ダンサー・イン・ザ・ダーク
『セルマソングス〜ミュージック・フロム・ダンサー・イン・ザ・ダーク』（Selmasongs: Music from the Motion Picture Soundtrack Dancer in the Dark）は、アイスランド出身のミュージシャン、ビョークが2000年に発表したアルバム。ビョークが主演と音楽を担当したデンマーク映画『ダンサー・イン・ザ・ダーク』のサウンドトラック・アルバムである。

## 解説
「スキャターハート」は、映画で使用された楽曲「Smith & Wesson」の別ヴァージョンで、歌詞も異なる。「アイヴ・シーン・イット・オール」は、映画の劇中ではビョークとピーター・ストーメアのデュエットで歌唱されたが、本作にはトム・ヨークとデュエットしたヴァージョンが収録され、同ヴァージョンはシングルとしても発表された。
映画の劇中では、ビョークはミュージカル『サウンド・オブ・ミュージック』の挿入歌やオリジナル曲「ネクスト・トゥ・ラスト・ソング」も歌っているが、本作にはそれらの楽曲は収録されていない。

## 評価
本作はブリット・アワードのサウンドトラック賞、シカゴ映画批評家協会賞の音楽賞にノミネートされた。また、収録曲「アイヴ・シーン・イット・オール」は、サテライト賞の主題歌賞を受賞し、アカデミー歌曲賞やゴールデングローブ賞 主題歌賞にノミネートされた。

## 収録曲
特記なき楽曲はビョーク、ション、ラース・フォン・トリアーの共作。1.はインストゥルメンタル。
1. オーヴァーチャー - "Overture" (Björk) - 3:38
2. クヴァルダ - "Cvalda" (Björk, Mark Bell, Sjón , Lars von Trier) - 4:48
  - カトリーヌ・ドヌーヴとのデュエット。
3. アイヴ・シーン・イット・オール - "I've Seen It All" - 5:29
  - トム・ヨークとのデュエット。
4. スキャターハート - "Scatterheart" - 6:39
5. イン・ザ・ミュージカルズ - "In the Musicals" (Björk, M. Bell, Sjón , L. Trier) - 4:41
6. 107ステップス - "107 Steps" - 2:36
  - シオバン・ファロンとのデュエット。
7. ニュー・ワールド - "New World" - 4:23